# 青山镇 (金寨县)
青山镇，是中华人民共和国安徽省六安市金寨县下辖的一个乡镇级行政单位。

## 行政区划
青山镇下辖以下地区：
青山街道社区、尧塘村、汤店村、茅坪村、抱儿山村和姜河村。